# Åsasjön, Närke
Åsasjön är en sjö i Askersunds kommun i Närke och ingår i Nyköpingsåns huvudavrinningsområde.